# Catathyridium garmani
Espèce
Catathyridium garmani est une espèce de poissons de la famille des Achiridae et du genre Catathyridium qui est distribué dans l'Atlantique Sud-Ouest (estuaire et côtes du Brésil, l'Uruguay et l'Argentine).